# 798 Ruth
Ruth è un asteroide della fascia principale del diametro medio di circa 43,19 km. Scoperto nel 1914, presenta un'orbita caratterizzata da un semiasse maggiore pari a 3,0127804 UA e da un'eccentricità di 0,0409211, inclinata di 9,22911° rispetto all'eclittica.
Stanti i suoi parametri orbitali, è considerato un membro della famiglia Eos di asteroidi.
Il suo nome si riferisce a Rut, personaggio biblico dell'Antico Testamento e nonna del re Davide.